# Samuel (profeta)
Samuel (hebreo:שמואל Šəmūʾēl, árabe: صموئيل Šamūʾīl, griego: Σαμουήλ Samouḗl, latín: Samūēl) fue un profeta, y el último juez de Israel; fue instruido por Elí y le sustituyó como juez en Israel cuando este murió.

## Narrativa bíblica
Según el Primer Libro de Samuel, el profeta pertenecía a la Tribu de Leví.
Su padre era Elcana y su madre Ana, la cual era estéril. Ana se dedicó al servicio de Dios en el tabernáculo de Silo al cuidado del sacerdote Elí. Ana prometió que de tener un hijo varón desde niño serviría a Yahveh.
Yahveh escuchó a Ana y cuando ella y su marido regresaron a la residencia de la familia en las montañas de Efraím, quedó encinta y tuvo un hijo, Samuel.
Samuel fue quien ungió al primer rey de los israelitas, Saúl, quien gobernó el Reino de Israel durante el período de la monarquía unida, de igual manera Samuel ungió a David como rey de Israel por orden divina.

## En el judaísmo
En la tradición judía tiene un gran peso, al punto que el Talmud llega a decir que este profeta valía tanto como Moisés y Aarón. 
Según dicha tradición, luego de la muerte de Moisés y Josué, sucedió una confusión en cuanto a ciertas leyes, en especial concerniendo a la prohibición del matrimonio entre amonitas, moabitas e israelitas. Este problema lo resolvió el profeta Samuel, ya que tenía la autoridad suficiente, con la siguiente oración: amonita varón mas no amonita mujer, moabita varón mas no moabita mujer. Es decir, que, dado que el versículo bíblico que prohíbe la mezcolanza entre moabitas, amonitas e israelitas sólo menciona a los varones, excluye a las mujeres amonitas y moabitas de la prohibición, permitiéndoles contraer matrimonio.
| Predecesor: Eli    | Juez de Israel    | Sucesor: Fin de la judicatura. Saúl, primer Rey de Israel |
| Predecesor: Débora | Profeta de Israel | Sucesor: Gad (profeta)                                    |